# منتخب الاتحاد السوفيتي لكرة السلة للسيدات
منتخب الاتحاد السوفيتي الوطني لكرة السلة للسيدات هو المنتخب الذي كان يمثل الاتحاد السوفيتي في منافسات كرة السلة الدولية للنساء، والذي كان يقوم إتحاد الاتحاد السوفيتي لكرة السلة بإدارة شؤونه، كان يعتبر من أقوى منتخبات العالم في كرة السلة حيث تمكن من الفوز ب4 ميداليات أولمبية منها 3 ذهبية، كما شارك ببطولة العالم 7 مرة وفاز 5 مرات بالبطولة.